# Laura Daners
Laura Daners Chao (Montevideo, 1 de febrero de 1967-ibidem, 17 de septiembre de 2010) fue una periodista, presentadora de televisión y nadadora uruguaya.

## Biografía
Sus comienzos fueron en la natación cuando representó en natación sincronizada en varias oportunidades a Uruguay, en diferentes Juegos Suramericanos y Juegos Panamericanos, obteniendo resultados excelentes: una medalla de plata en la modalidad “dueto” en el tercer Campeonato Sudamericano Juvenil de Nado Sincronizado que se realizó en Maldonado en 1983; una medalla de bronce en la categoría individual en el tercer Campeonato Sudamericano Juvenil de Nado Sincronizado, en Rosario, Argentina en 1985; el tercer puesto en equipo en el campeonato de Río de Janeiro de 1984; el tercer puesto en “dueto” en el campeonato de Lima en 1985 y primer puesto en el Campeonato Nacional de Natación de primera categoría, Damas, de 1985.
Luego de la natación se dedicó ampliamente al periodismo. Sus comienzos los hizo en Canal 5, pero su gran salto fue cuando pasó a Teledoce. En este último canal, en la década de los 90, fue conductora del noticiero en horario central que se llama Telemundo y compartió la conducción con Néber Araújo, Silvia Kliche, Alejandro Etchegorry y Alberto Kesman.
En 2002 y principios del 2003 Araújo y Kliche dejaron la conducción del noticiero y Daners quedó a cargo del mismo junto con Etchegorry hasta mediados de año, después de ese tiempo Daners hizo dupla con Aldo Silva. Muy cerca del año 2004, Laura Daners fue diagnosticada con esclerosis múltiple, y al poco tiempo la enfermedad dio sus primeros síntomas ya que se la notó con problemas al hablar y con un rostro más envejecido. Debido a esto, Daners abandonó la conducción del noticiero en febrero de 2004 pero comenzó a dedicarse a una parte de la producción hasta que dejó el periodismo definitivamente en 2006. Durante los últimos años de su vida, se dedicó enteramente a sus dos hijos.
Estuvo casada con el también periodista y presentador televisivo Humberto de Vargas.
Laura Daners falleció el 17 de septiembre de 2010 a los cuarenta y tres años. Los restos de la periodista fueron sepultados en el Cementerio del Buceo en Montevideo.